# Puerto Armuelles
Puerto Armuelles – miasto w prowincji Chiriquí w Panamie; 20 455 mieszkańców (2006). Stolica dystryktu Barú. Położona jest nad Oceanem Spokojnym, 8 km od granicy z Kostaryką, u nasady półwyspu Burica. Poprzednia nazwa miasta - Rabo de Puerco. W mieście znajduje się jeden z terminali zbudowanego w 1982 roku rurociągu ropy naftowej przechodzącego przez Panamę i dochodzącego do miasta Chiriquí Grande. Ze względu na ograniczoną przepustowość Kanału Panamskiego ropa nie może być przewożona przez niego tankowcami klasy wyższej niż Panamax i jest przepompowywana rurociągiem. W mieście projektowana jest także budowa rafinerii.